# 溶解度间隙
溶解度间隙（英語：Miscibility gap）是指在相图中一个由多个组分构成的均相（液体或固溶体）分为至少两个均相共存的区域，即组分不完全混合的区域。
根据IUPAC金皮书定义：
溶解度间隙是指等压相图（温度-组分相图）或等温相图（压力-组分相图）中共存曲线之间的区域。
同结构相之间的溶解度间隙也可被称为固溶度曲线，一个用于描述相图中溶解度间隙与其他相区之间边界的词语。
从热力学角度来看，溶解度间隙表示混合物组成范围内的最大值（例如吉布斯能）。

## 已经命名的溶解度间隙
已经有一些溶解度间隙被命名，包括：
- 在斜长石类矿物中发现的Huttenlocher（在倍长石中发现，钙长石组分An55-95），Boggild（在拉长石，An39-48和An53-63）和月光石（在奥长石中, ~An5-15.）[6][7][8]
- 当具有不同磁性质的组分在相图中共存时，其溶解度间隙被称为Nishwawa horn[9]。
- 在液态出现溶解度间隙时会出现亚稳态相分离（英语：spinodal decomposition）（斯皮诺达分解）。这一过程俗称“出油”（Oiling out），常发生在油-水混合物中[10]。